# Phare San Sebastián
Le phare de San Sebastián (en espagnol : Faro San Sebastián) est un phare actif situé à l'extrême sud de la Baie de San Sebastián (Département de Río Grande), dans la Province de Terre de Feu en Argentine.
Il est géré par le Servicio de Hidrografía Naval (SHN) de la marine.

## Histoire
Le phare a été mis en service le 18 avril 1949 à 25 km à l'est de la ville de San Sebastián, sur la partie est de la Grande île de la Terre de Feu. Il marque l'entrée sud de la baie de San Sebastián.
Il était, à l'origine, alimenté à l'acétylène. Désormais, il est électrifié à l’énergie solaire fournie par des panneaux solaires photovoltaïques.

## Description
Ce phare est un tour cylindrique en béton, avec une galerie et une lanterne circulaire de 11 m de haut. La tour est peinte en spirale noire et jaune. Il émet, à une hauteur focale de 60 m, quatre éclats blancs, séparés par 5 secondes, par période de 40 secondes. Sa portée est de 13.6 milles nautiques (environ 25 km).
Identifiant : ARLHS : ARG-013 - Amirauté : G1262 - NGA : 110-20192.
|                            |
| Grande île de Terre de Feu |

### Lien connexe
- Liste des phares d'Argentine